# Bernartice (Boemia centrale)
Bernartice è un comune della Repubblica Ceca facente parte del distretto di Benešov, in Boemia Centrale.